# Rafał Dymowski
Rafał Dymowski (ur. 20 czerwca 1972, zm. 19 października 2020) – polski siatkarz, zawodnik AZS Częstochowa i Stali Nysa, mistrz i reprezentant Polski.

## Życiorys
W 1992 został zawodnikiem AZS Częstochowa, z którym trzykrotnie sięgnął po mistrzostwo Polski (1993, 1994, 1995). W sezonie 1995/1996 był graczem II-ligowej drużyny Raków Częstochowa, w latach 1996–2003 występował w Stali Nysa (od 2001 pod nazwą KS Nysa, od 2002 NKS NTO Nysa), z którą zdobył w 1998 brązowy medal mistrzostw Polski. W sezonie 2003/2004 reprezentował barwy AZS Opole (II liga), w sezonie 2004/2005 był zawodnikiem AZS PWSZ Nysa.
W grudniu 1992 wystąpił w czterech spotkaniach reprezentacji Polski seniorów, na towarzyskim turnieju w Minden. Piąte spotkanie w tej drużynie rozegrał w lipcu 1994 w towarzyskim spotkaniu z Białorusią. W 1995 wystąpił na Letniej Uniwersjadzie.
Studiował resocjalizację w Wyższej Szkole Pedagogicznej w Częstochowie. Pracował jako wychowawca w Młodzieżowym Ośrodku Wychowawczym w Nysie, następnie jako funkcjonariusz Służby Więziennej w zakładach karnych w Strzelcach Opolskich, Grodkowie i od 2006 w Nysie. 
Zmarł na COVID-19. Został pochowany 14 listopada 2020 na cmentarzu komunalnym w Nysie.